# Hattarvík
Hattarvík (dánul: Hattervig) település Feröer Fugloy nevű szigetén. Közigazgatásilag Fugloy községhez tartozik.

## Földrajz
A falu a sziget keleti részén fekszik; Feröer legkeletibb települése. Dél felé, egy kis öböl irányába néz, a másik három oldalról magas hegyek veszik körül.

## Történelem
A települést a hagyomány szerint 900-ban alapították. Első írásos említése az 1350-1400 között írt Kutyalevélben található, de szerepel egy mondában is, amelynek a történelmi alapja az 1400 körüli évekre tehető. Kőtemploma 1899-ben épült.

## Népesség
| Év              | Lakosság |
| --------------- | -------- |
| 1986. január 1. | 27       |
| 1991. január 1. | 29       |
| 1996. január 1. | 30       |
| 2001. január 1. | 20       |
| 2006. január 1. | 17       |

## Közlekedés
A szomszédos Kirkja közúton közelíthető meg: a 4 km hosszú utat az 1980-as években építették ki egy régi gyalogút nyomvonalán. A települést az 58-as komp köti össze Hvannasunddal, de az Atlantic Airways helikopterjáratával is megközelíthető.